# Liste des canons antiaériens de marine

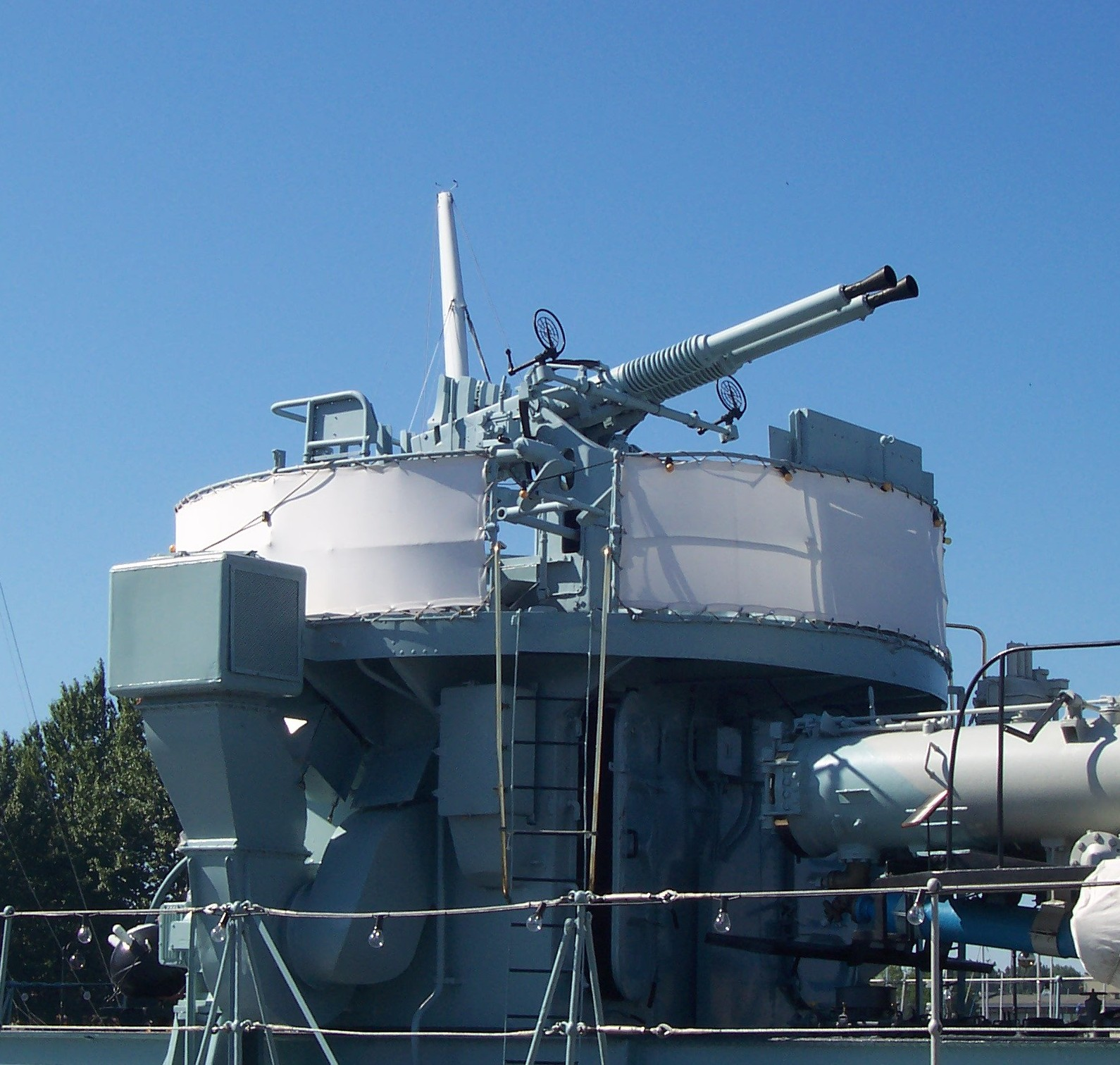
Affut double Bofors de 40mm.

La liste des canons antiaériens de marine comprend les canons antiaériens conçus spécialement ou adaptés pour être montés à bord de navires, ainsi que les canons de marine à très grand angle de tir.
Aujourd'hui ils ont été largement remplacés par les missiles surface-air et les systèmes d'armes rapprochés.
| Calibre (mm) | Nombre d'affuts | Nom                                           | Pays d'origine  | Période d'utilisation                                              |
| ------------ | --------------- | --------------------------------------------- | --------------- | ------------------------------------------------------------------ |
| 20           | 1 ou 2          | Canon de 20 mm Oerlikon                       | Suisse          | Seconde Guerre mondiale                                            |
| 20           | 1               | M621                                          | France          | 1973 à aujourd'hui                                                 |
| 25           | 1, 2 ou 3       | Canon de 25 mm Type 96                        | Empire du Japon | Seconde Guerre mondiale                                            |
| 28           | 4               | Canon de 1,1 pouce/75 calibres (en)           | États-Unis      | Seconde Guerre mondiale                                            |
| 37           | 2               | Canon de 3,7 cm SK C/30                       | Reich allemand  | Seconde Guerre mondiale                                            |
| 40           | 1, 4 ou 8       | Canon de marine de 2 livres QF pom-pom        | Royaume-Uni     | Première Guerre mondiale - Seconde Guerre mondiale                 |
| 40           | 1, 2, ou 4      | Bofors 40 mm                                  | Suède           | Seconde Guerre mondiale - Guerre de Corée - Guerre froide          |
| 76           | 1               | Otobreda 76 mm                                | Italie          | 1964 à aujourd'hui                                                 |
| 76,2         |                 | Canon de 3 pouces QF 20 cwt                   | Royaume-Uni     | Première Guerre mondiale                                           |
| 76,2         |                 | Canon de 3 pouces/23 calibres                 | États-Unis      | Première Guerre mondiale - Années 1920                             |
| 76,2         | 1 ou 2          | Canon de 3 pouces/50 calibres                 | États-Unis      | Première Guerre mondiale - Seconde Guerre mondiale - Guerre froide |
| 76,2         | 2               | Canon de 3 pouces/70 calibres Mark 26 (en)    | États-Unis      | Guerre froide                                                      |
| 100          |                 | Canon de 10 cm/65 Type 98                     | Empire du Japon | Seconde Guerre mondiale                                            |
| 100          |                 | Canon de 100 mm modèle 53                     | France          | 1957 à aujourd'hui                                                 |
| 102          |                 | Canon de marine de 4 pouces QF Mk V           | Royaume-Uni     | Première Guerre mondiale - Seconde Guerre mondiale                 |
| 102          |                 | Canon de marine de 4 pouces QF Mk XVI         | Royaume-Uni     | Seconde Guerre mondiale - Guerre froide                            |
| 105          | 2               | Canon de 10,5 cm SK C/33                      | Reich allemand  | Seconde Guerre mondiale                                            |
| 113          |                 | Canon de marine de 4,5 pouces QF Mark I - V   | Royaume-Uni     | Seconde Guerre mondiale - Guerre froide                            |
| 120          |                 | Canon de marine de 4,7 pouces QF Mk VIII (en) | Royaume-Uni     | Années 1920 - Seconde Guerre mondiale                              |
| 120          |                 | Canon antiaérien de 120 mm Type 10            | Empire du Japon | 1921 - Seconde Guerre mondiale                                     |
| 127          |                 | Canon de 5 pouces/25 calibres                 | États-Unis      | Années 1920 - Seconde Guerre mondiale                              |
| 127          |                 | Canon de marine de 12,7 cm/40 Type 89         | Empire du Japon | 1932 - Seconde Guerre mondiale                                     |
| 127          | 1 ou 2          | Canon de 5 pouces/38 calibres                 | États-Unis      | 1934 - Seconde Guerre mondiale - Guerre froide                     |
| 127          |                 | Canon de 5 pouces/54 calibres Mark 16         | États-Unis      | Guerre froide - Guerre de Corée                                    |
| 127          |                 | Canon de 5 pouces/54 calibres Mark 42         | États-Unis      | Guerre froide - Guerre de Corée - Guerre du Viêt Nam               |
| 133          |                 | Canon de 5,25 pouces QF                       | Royaume-Uni     | Seconde Guerre mondiale                                            |
| 152          | 2               | Canon de 6 pouces/47 calibres Mark 16         | États-Unis      | Guerre froide - Guerre de Corée                                    |